# Ville-devant-Chaumont
Ville-devant-Chaumont ist eine französische Gemeinde mit 49 Einwohnern (Stand: 1. Januar 2022) im Département Meuse in der Region Grand Est (bis 2015 Lothringen). Sie gehört zum Arrondissement Verdun und zum Kanton Montmédy.

## Geografie
Ville-devant-Chaumont liegt etwa 25 Kilometer nördlich von Verdun. Umgeben wird Ville-devant-Chaumont von den Nachbargemeinden Chaumont-devant-Damvillers im Nordwesten und Norden, Azannes-et-Soumazannes im Osten und Südosten, Beaumont-en-Verdunois im Süden sowie Moirey-Flabas-Crépion im Westen und Nordwesten.

## Bevölkerungsentwicklung
| Jahr                       | 1962 | 1968 | 1975 | 1982 | 1990 | 1999 | 2006 | 2011 | 2019 |
| Einwohner                  | 84   | 67   | 72   | 70   | 57   | 59   | 67   | 54   | 49   |
| Quellen: Cassini und INSEE |      |      |      |      |      |      |      |      |      |

## Sehenswürdigkeiten
- Kirche La Présentation-de-la-Bienheureuse-Vierge-Marie aus dem 12. Jahrhundert
- deutscher Soldatenfriedhof aus dem Ersten Weltkrieg, 1766 Gräber

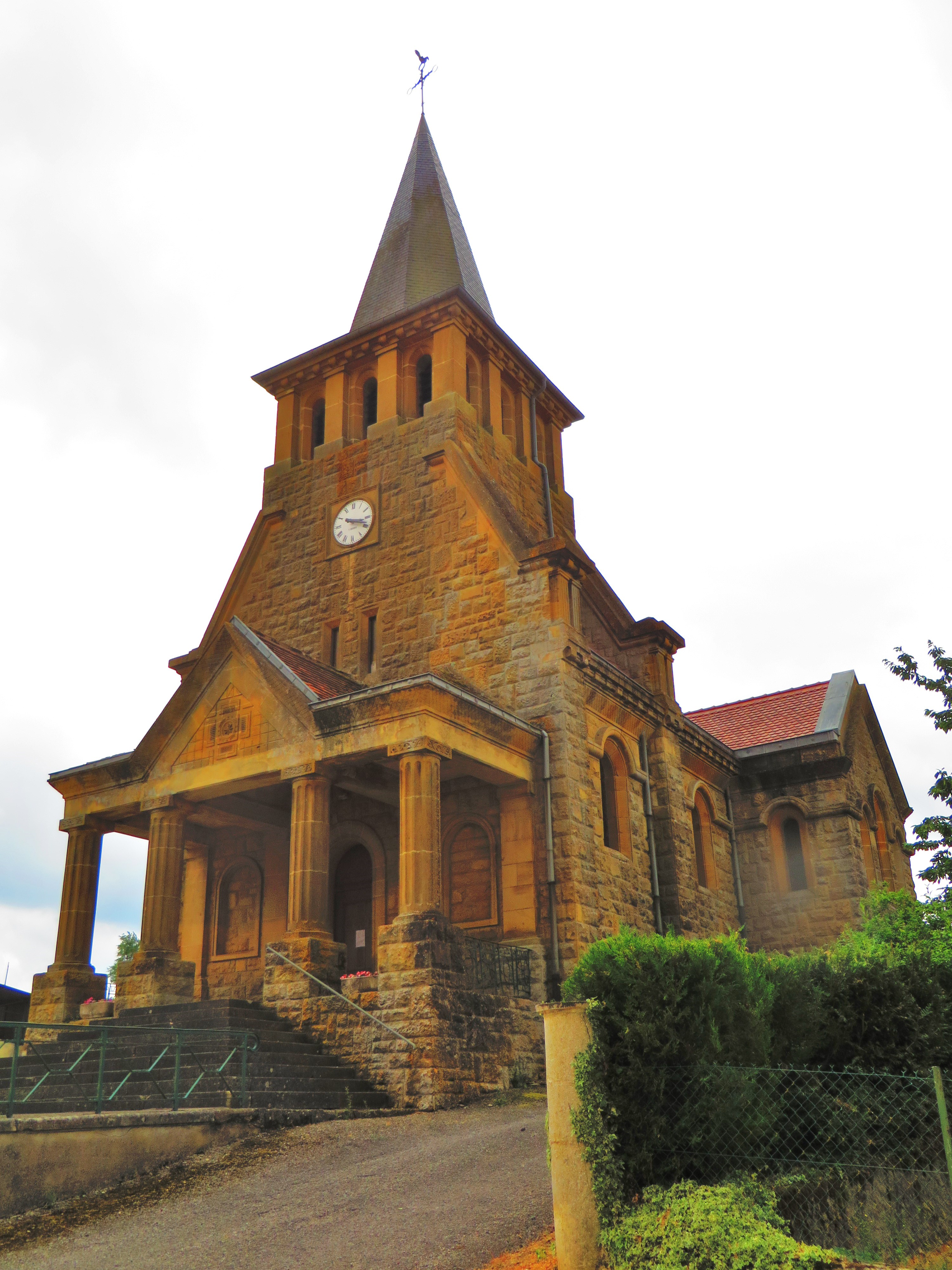
Kirche La Présentation-de-la-Bienheureuse-Vierge-Marie